# Lakewood (Colorado)
Lakewood város az Amerikai Egyesült Államokban, Colorado államban, Jefferson megyeben. Lakosainak száma 155 984 fő (2020. április 1.).

## Népesség
A település népességének változása:
| Lakosok száma | 144 126 | 142 980 | 155 984 |
|               | 2000    | 2010    | 2020    |